# Li Ao
Li Ao (en chino: 李翱, pinyin: Lǐ Áo; nombre de cortesía Xizhi (习之);  772–836 u 841) filósofo neoconfucionista y escritor chino de la dinastía Tang.
Tras graduarse de jinshi en 798, obtuvo un puesto en los departamentos históricos de Changan. A partir de 809, fue inspector de las provincias del sur y realizó un viaje de 9 meses con su esposa embarazada desde
Luoyang a Guangzhou.